# Ana Rucner
Ana Rucner (Zagabria, 12 febbraio 1983) è una violoncellista croata, rappresentante della Bosnia ed Erzegovina all'Eurovision Song Contest 2016 con la canzone Ljubav je, in collaborazione con Dalal Midhat-Talakić, Fuad Backović-Deen e Jala Brat.

## Biografia
Nata in una famiglia di musicisti, sua madre Snježana è la violoncellista solista presso il Teatro nazionale croato di Zagabria, mentre suo padre è il violinista solista presso l'Orchestra Filarmonica della capitale croata.
Ha iniziato i suoi studi musicali presso l'istituto musicale Elly Bašić di Zagabria e durante la sua istruzione nella secondaria, dal 1993 al 2003, è stata impegnata presso l'Orchestra Filamornica di Maribor.
Nel 2012 la musicista ha ottenuto notorietà internazionale per aver diretto a prodotto lo spot di Oda radosti, utilizzato per sponsorizzare il turismo in Croazia. Lo spot ha ricevuto un premio Das goldene Stadttor all'undicesimo Festival Internazionale del Film e Multimedia Turistici di Berlino, tra i 180 paesi candidati, una medaglia di bronzo al Festival Multimediale di New York, e altri 11 premi.
Nel 2016 l'emittente radio-televisiva bosniaca BHRT ha selezionato l'artista insieme a Dalal Midhat-Talakić, Deen e il rapper Jala per rappresentare la nazione all'edizione annuale dell'Eurovision Song Contest a Stoccolma, con il brano Ljubav je. Gli artisti si sono esibiti durante la prima semifinale del concorso, mancando la qualificazione per la finale; è stata la prima edizione nella storia del contest in cui la Bosnia ed Erzegovina non ha superato le semifinali.

## Vita privata
Ana Rucner è sposata con il cantante croato Vlado Kalember e insieme hanno un figlio.